# Christophe Pélissier (marchand)
Pour les articles homonymes, voir Christophe Pélissier et Pélissier.
Christophe Pélissier (né le 29 avril 1728 à Lyon et mort avant 1800 dans son pays natal) dont le nom de famille était parfois prononcé Péllissier, était le directeur des forges du Saint-Maurice dès le milieu des années 1770 et fut connu pour avoir soutenu la Continental Army dans l'invasion du Québec.

## Biographie
Né dans la paroisse de Saint-Pierre et Saint-Saturnin de Lyon, Pélissier eut comme parents François-Christophe Pélissier, marchand, et Agathe Martaud la Rigaudière. Dans le milieu des années 1770, il devint le directeur des forges du Saint-Maurice. Il se maria deux fois; la première, avec une femme inconnue qui vraisemblablement décéda peu après et la seconde, avec Catherine dont le nom de naissance est inconnu. Lors de l'invasion du Québec de 1775, Pélissier, décrit comme un fier défenseur des idées de John Wilkes sur la liberté par son associé Pierre de Sales Laterrière, se rallia à la cause américaine. Lui et le Général Montgomery se rencontrèrent en décembre 1775 sur la question de l'implémentation d'un congrès provincial dans l'éventuelle pensée d'élire des représentants pour le Second Congrès continental, une idée que le Français proposait de retarder au moment de la prise de la ville de Québec. Pendant la tentative d'invasion, les forges dont il était le directeur apportèrent un appui en munitions, bombes et boulets pour les Américains et, le 8 janvier 1776, Pélissier envoya une lettre détaillée aux membres du second congrès continental concernant des mesures à prendre pour réussir l'invasion. En mai et juin 1776, les troupes américaines retournèrent bredouilles au pays, de même que Pélissier qui les accompagna. Le 29 juillet 1776, il fut promu ingénieur lieutenant-colonel et travailla à l'amélioration du fort Ticonderoga. Avant son départ en France en 1779, Pélissier réalisa que sa femme Catherine était en relation extraconjugale avec son associé de Sales Laterrière, et étaient peut-être en relation même avant le mariage de Pélissier, et obtint une permission de Québec pour y retourner et ramener sa femme au pays. En 1778, il ne put retourner qu'avec ses enfants de son premier mariage et, à son grand plaisir, il fit accuser Laterrière de collaboration avec les Américains ce qui lui valut 3 ans en prison. Après sa mort, en 1779, Catherine et Laterrière se marièrent, après avoir su la mort de Pélissier.